# 千歲町停留場 (長崎縣)
千歲町停留場（日语：／ Chitose-machi teiryūjō */?），又稱千歲町電車站，是位於長崎縣長崎市若葉町，長崎電氣軌道本線的電車站。車站編號為13。

## 歷史
千歲町停留場在1998年（平成10年）隨著長崎電氣軌道進行電車站整合而新設，該電車站成為了最新電車站。附近的國道206號住吉路口進行了擴寬工程，位於北邊的昭和町通停留場需要進行工程（把長崎站前方向的乘車處廢止，把住吉方向的乘車處暫停使用並遷移至北邊）時，此電車站同時啟用。隨著電車站啟用，南邊的若葉町停留場向南遷移。

### 年表
- 1998年（平成10年）5月7日 - 車站啟用[4][5]。同時昭和町通停留場長崎站前方向的乘車處廢止，若葉町停留場向南遷移[1][5]。

## 電車站構造
電車站是建造在共用行車道上。電車站設有2面2線的低地台相對式月台。東邊為長崎站前方向月台，西邊為赤迫方向月台。兩月台之間設有行人過路處連接。

### 運行系統
此電車站是本線電車站之一。當中1、2、3系統駛入此站。

## 使用狀況
根據「長崎電軌」的調査，以下為1日的上下車人次資料。此電車站較多乘客前往複合再開發大廈「Chitosepia」。
- 1998年 - 4,709人[4]
- 2015年 - 3,500人[9]

## 電車站周邊
電車站附近較多公寓大樓。聚集了超級市場、公共設施和市營公寓於一身的綜合設施「Chitosepia」距離此電車站最近。
- Chitosepia（日语：チトセピア）
  - 長崎市政廳（日语：長崎市役所）西浦上分所
  - 長崎市北公民館
  - 長崎市Chitosepia Hall
  - 長崎住吉郵局
  - 十八親和銀行（日语：十八親和銀行）Chitosepia分店
  - AEON Chitosepia店

## 相鄰電車站
長崎電氣軌道
本線（■1號系統、□2號系統、■3號系統）
住吉（12）－昭和町通（13A）（赤迫方向單向停靠）－千歲町（13）－若葉町（14）

## 注腳
1. 1 2 3 4  . 朝日新聞（地方版・長崎） (朝日新聞西部本社). 1998-05-08 （日语）.
2. 1 2  100年史，第114頁.
3. 1 2  田栗 2005，第58頁.
4. 1 2 3  田栗 & 宮川 2000，第45–46頁.
5. 1 2  今尾 2009，第57頁.
6. ↑  100年史，第130頁.
7. 1 2  川島 2013，第44頁.
8. ↑  川島 2007，第116頁.
9. ↑  100年史，第124頁.